# 2025년 철도
2025년 철도는 2025년에 일어난, 철도의 사건을 정리하는 페이지이다.
역명 개칭이나 새로운 역 개업이 행해지면 반영해 주세요.
2024년 철도 - 2025년 철도 - 2026년 철도

## 개통

### 1월
- 1월 1일
  -  한국철도공사
    - (연장개업) 동해선 영덕역 - 삼척역[1]
- 1월 11일
  -  한국철도공사
    - (운행재개) 교외선 대곡역 - 의정부역[2]
- 1월 19일
  -  오사카 메트로
    - (연장개업) 오사카 메트로 주오선 유메시마역 - 코스모스퀘어역[3]

### 6월
- 6월 28일
  -  인천교통공사
    - (연장개업) 인천 도시철도 1호선 검단호수공원역 - 계양역[4]